# Hœnheim
Hœnheim (tyska: Hoenheim, Hönheim; elsassiska: Heene) är en kommun i departementet Bas-Rhin i regionen Alsace i östra Frankrike. Kommunen ligger i kantonen Bischheim som tillhör arrondissementet Strasbourg-Campagne och ingår i Strasbourgs storstadsområde. År 2022 räknade Hœnheim 11 413 invånare.

## Geografi
Ortens historiska centrum är beläget på en höjd, en platå, vid floden Ill. Härav ortens namn, som fritt översatt till svenska lyder ungefär "hemmet på höjden" eller "hemmet på höjderna".
Hœnheim ingår geografiskt i norra delen av Strasbourgs storstadsområde, administrativt indelat i kantonen Bischheim. Orten är belägen vid floderna Ill, Marne-Rhenkanalen och Souffel.
Bland angränsande kommuner kan nämnas (ungefärligen från norr till söder) Reichstett, Souffelweyersheim, Niederhausbergen La Wantzenau Strasbourgs stad, (kvarteret Robertsau), Bischheim och Schiltigheim.

## Historia

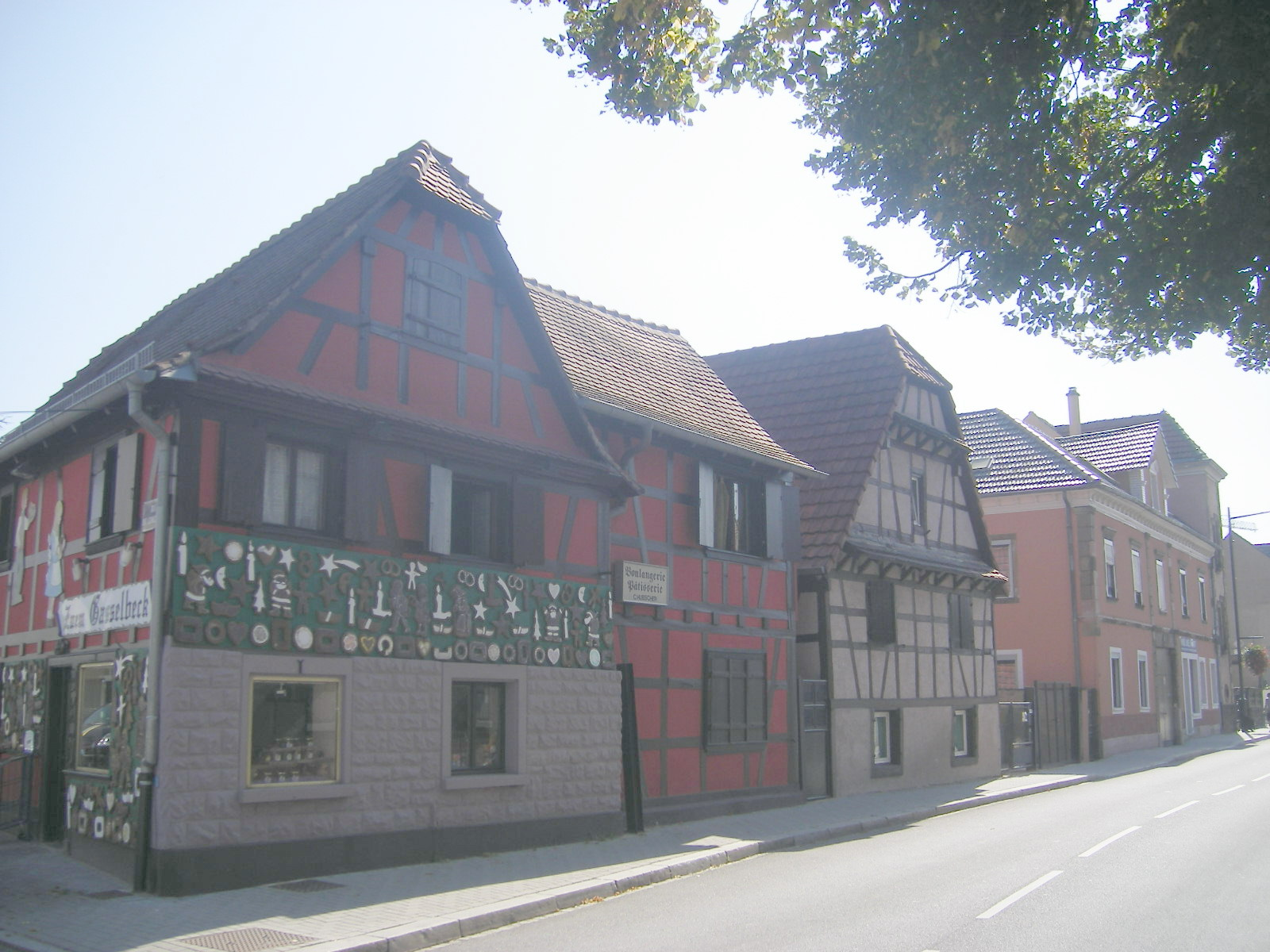
Exempel på ortens bevarade äldre bebyggelse.

Arkeologiska utgrävningar indikerar mänsklig närvaro vid orten sedan yngre stenåldern, men själva ortsnamnet uppkommer i historieskrivningen vid år 742. Området tillhörde då ett kloster tillhörande Benediktinorden, grundat av syskonbarn till Sankta Ottilia från Alsace.
Under Tysk-romerska riket tillhörde Hoenheim Strassburgs stift.
Hundraåriga kriget drabbades även Hoenheim och genom orten härjade Les Écorcheurs, kända för att stjäla egendom från sina offer in på bara skinnet innan nedgörande.
I samband med att styresmännen i Uttenheim övergick till protestantismen under reformationen, gjorde även Hoenheims invånare detsamma officiellt i rullar och matriklar. Religionsstriderna fortsatte, ibland varvid stadsborna ställdes mot varandra, fram till Westfaliska freden 1648, varvid ortens invånare konsoliderades såsom katolska.
Franska revolutionen innebar slutet på feodalismen i hela landet och även i Hœnheim innebar det radikala samhällsförändringar. Här såldes till exempel många ägodelar 2 oktober 1791 ut från kyrka och adel till medborgarna och administrationen gjordes om i grunden liksom i resten av det omgivande samhället.
1813 slutade Napoleons fälttåg mot Ryssland i katastrof. I januari 1814 hade han och armén lyckas dra sig tillbaka till Frankrike, och trupperna slog läger i Strasbourg. Men Hœnheim, Bischheim och Schiltigheim hölls av kosackerna vid den ryska belägringen av Strasbourg. I samband med Napoleonkrigen stod Slaget vid Suffel vid Souffelweyersheim och Hœnheim. Detta krig var dock varken det första eller det sista för Hœnheims del.
Även under Fransk-tyska kriget belägrades Strasbourg genom att tyska trupper ansatte Hœnheim.
Första världskriget orsakade ingen omfattande materiell skada på området, men desto fler personförluster.
Under Andra världskriget och Nazitysklands ockupation av Alsace, ingick området i Gross Strassburg, "Storstrasbourg". Under 1944 bombarderades fabriker och andra militärstrategiska nyckelplatser i grannskapet från luften av de allierade. 23 november 1944 befriades Strasbourg till slut av franska trupper under general Philippe Leclerc, men Hœnheim stod ännu under nazitysk artilleribeskjutning fram till april 1945. Krigsslutet och freden innebar nya ansträngningar i form av omfattade nybyggnation.

## Demografi
Antalet invånare i kommunen Hœnheim
| Referens: INSEE |